# Ted Sprague
Ted Sprague est un personnage de fiction du feuilleton télévisé américain Heroes (NBC), interprété par Matthew John Armstrong. 

## Son histoire
Il a été mis en garde à vue après avoir été soupçonné d'avoir tué le médecin de sa femme et rencontre à ce moment Matt Parkman. Il est désespéré par la mort de sa femme par un cancer, dont il s'accuse.
Il a lui aussi été enlevé par la Compagnie pour être un sujet d'expérience. C'est pour cette raison qu'il a une profonde haine envers la Compagnie et M. Bennet qu'il rend responsable de l'apparition de son pouvoir, qu'il considère comme une malédiction. Il s'enfuit du fourgon de transfert des prisonniers, et se réfugie dans une cabane dans le désert, où il apprendra progressivement à maîtriser son pouvoir. 
Il s'allie à Parkman pour se venger de M. Bennet. Après la prise d'otage de sa famille, Sprague, touché par balle par Thompson, ne maitrisant plus son pouvoir, détruit la maison des Bennet et manque de tous les tuer, ce qui est évité par une intervention in extremis de Claire Bennet. Il est ensuite fait prisonnier par la Compagnie et s'échappe avec l'aide de Parkman et de Bennet.
A New York, les trois fugitifs retrouvent Claire Bennet et Peter Petrelli, ce dernier absorbe à ce moment le pouvoir de Sprague, manquant d'en perdre le contrôle. Petrelli et Claire Bennet sont alors enjoints à se cacher dans une petite ville avec Ted Sprague, mais ils sont repérés par Sylar, qui informe le FBI de la présence de Sprague. Le FBI parvient à arrêter Sprague (Petrelli et Bennet s'échappant grâce à l'invisibilité de Petrelli) et Sylar tue Sprague pendant son transfert en fourgon de police vers un centre de détention, afin de prendre son pouvoir.
Dans les novels, on apprend que sa mère, Mindy, s'était brièvement jointe à la compagnie avant de fuir cette dernière avec son fils.

## Pouvoir
- Ted Sprague a le pouvoir d'émettre des ondes radioactives. Il peut également engendrer des réactions nucléaires en chaîne et devenir ainsi une bombe atomique. 
- Il peut émettre des ondes électromagnétiques (sans radioactivité), type EMP (ElectroMagnetic Pulse), pour désactiver les appareils électroniques environnants.